# Calopterusa pastuchovi
Calopterusa pastuchovi är en insektsart som först beskrevs av Boris Petrovich Uvarov 1917.  Calopterusa pastuchovi ingår i släktet Calopterusa och familjen vårtbitare. Inga underarter finns listade i Catalogue of Life.